# 伊曼·賓特·侯賽因·本·阿卜杜拉公主
伊曼·賓特·侯賽因·本·阿卜杜拉（2024年8月3日—），是侯赛因王子 (约旦)和拉傑瓦·侯賽恩 (約旦王妃)唯一的孩子和女兒，她是阿布杜拉二世與
拉妮亞王后的第一個孫子。她是哈希姆王朝的成員，該王朝自1921年起成為約旦王室，被認為是伊斯蘭先知穆罕默德的第43代直系後裔。

## 生平
伊曼·賓特·侯賽因·本·阿卜杜拉2024年8月3日出生於安曼瓦迪阿爾西爾谷的侯賽因國王醫療中心。她是侯赛因王子 (约旦)和拉傑瓦·侯賽恩 (約旦王妃)的長女，是哈希姆王室成員，是統治約旦哈希姆王國的王朝的一部分。伊曼 (阿拉伯語：إيمان )這個名稱源自阿拉伯語，意為“信仰”，在阿拉伯和伊斯蘭文化中廣泛使用，象徵著精神和宗教價值觀。
她是哈希姆家族中第三位姓伊曼的成員，另外兩位是伊曼公主 (約旦)和伊曼·賓特·海珊公主，哈希姆王室宣布了她的出生，分享了父母的喜悅和感激。該公告還鼓勵好心人向Al-Aman孤兒未來基金會捐款，而不是送禮物或鮮花。